# Vodní nádrž Vír I
Vír I je přehradní nádrž s hrází o výšce 76,5 m na řece Svratce nad obcí Vír. Byla vybudována v letech 1947 až 1957. Její stavba způsobila zánik obce Chudobín u Dalečína a téměř úplný zánik obce Korouhvice.

## Historie
Stavba vodní nádrže byla zahájena v roce 1947 a roku 1958 byla uvedena do plného provozu. Vystavěním 71 metrů vysoké hráze vzniklo jezero, jehož maximální rozloha dosahuje 223,5 ha.
K přehradě také náleží hydroelektrárna se třemi Francisovými turbínami a stanice pro úpravu na pitnou vodu. Průměrná výroba pitné vody se pohybuje mezi 50–60 litry za sekundu, maximálně až 200 litrů za sekundu. Při normálním denním provozu je tedy možno dodat přes 5000 metrů krychlových pitné vody.

## Využití

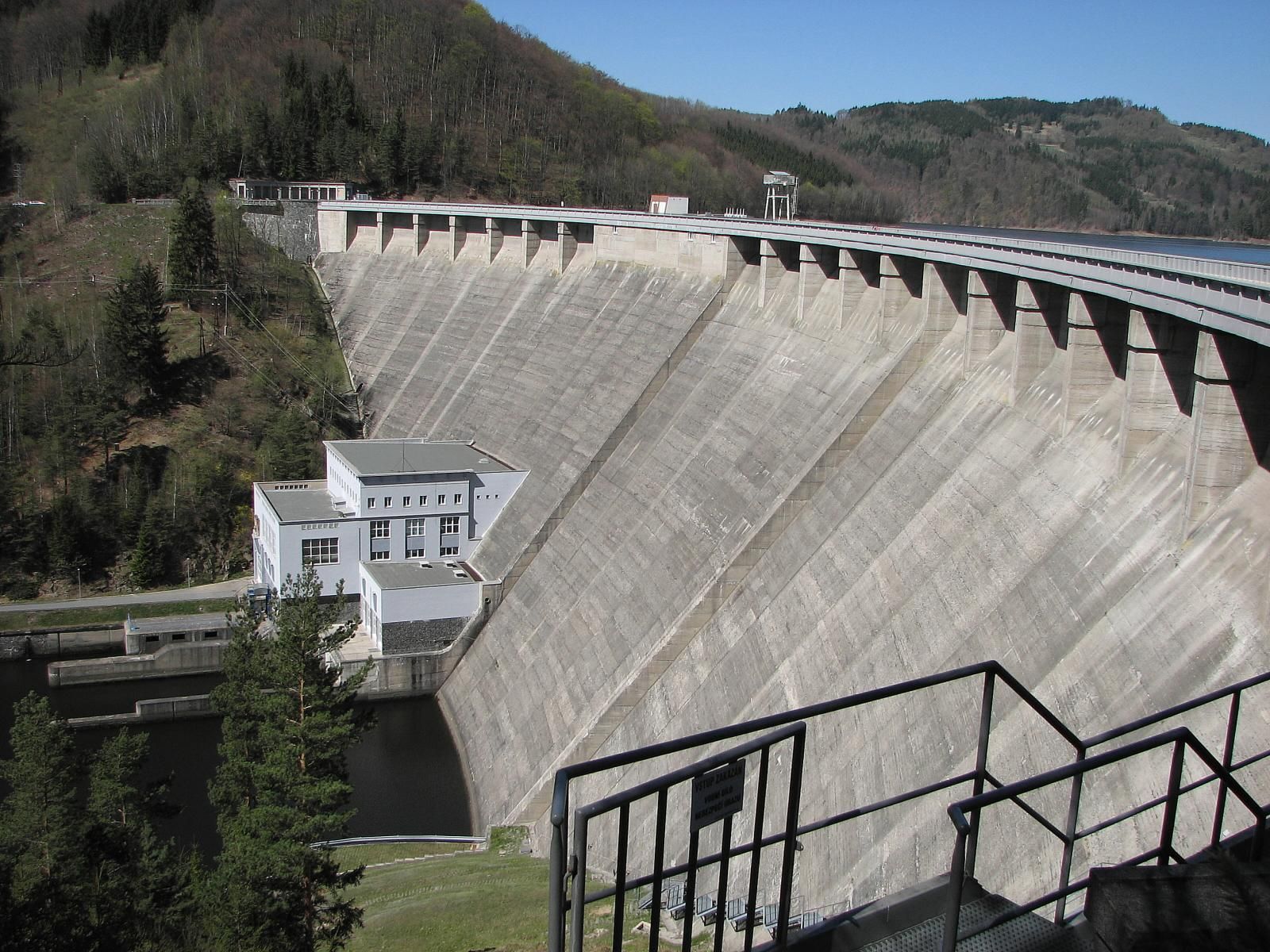
Přehradní hráz

Díky této stavbě je pitnou vodou zásobováno Bystřicko, Novoměstsko a část Žďárska, a dále také Brno a jeho okolí (Vírský oblastní vodovod). Kvůli tomu je lokalita nepřístupná k rekreaci a rybolovu, jelikož pro její okolí platí vyhláška I. pásma hygienické ochrany. Nicméně Povodí Moravy udělalo menší ústupek a na pravém břehu byla zbudována asfaltová cesta sloužící jako cyklostezka, která vede do Dalečína. Dále byla otevřena vodohospodářská naučná stezka.
Vodní nádrž také slouží k zachycení povodní.